# Emma D’Aquino
 Emma D’Aquino (n. 18 iulie 1966, Catania, Italia) este o jurnalistă italiană.